# André Félibien

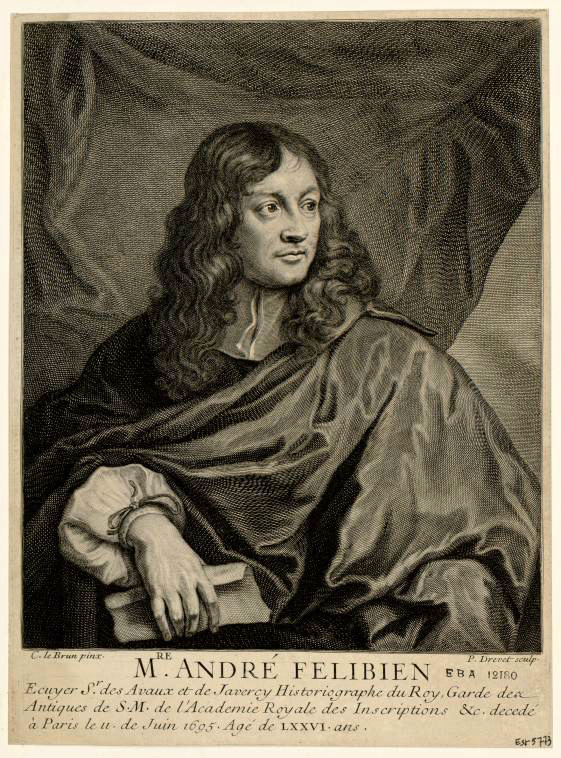
André Félibien

André Félibien, Sieur des Avaux et de Javercy (* Mai 1619 in Chartres; † 11. Juni 1695 in Paris) war ein französischer Architekt und Kunsttheoretiker.

## Leben
Félibien gilt als Begründer der Kunsttheorie in Frankreich zur Zeit Ludwigs XIV. Nach der Reorganisation der Académie royale de peinture et de sculpture durch Jean-Baptiste Colbert wurde Félibien als deren Ehrenmitglied (conseiller honoraire) berufen, verantwortlich für die Niederschrift der internen Diskussionen. 1669 veröffentlichte er ohne Autorisierung der Akademiemitglieder die Sitzungsprotokolle des vergangenen Jahres, verbunden mit Ratschlägen an die Künstler. Seit 1683 war er Mitglied der Académie royale des inscriptions et belles-lettres.

## Werk
- Les Reines des Perse aux pieds d’Alexandre. Peinture du cabinet du Roi. Paris 1663.
- Conférences de L’Académie Royale de Peinture et de Sculpture pendant l’année 1667. Paris 1669.
- Entretiens sur les vies et sur les ouvrages des plus excellents peintres anciens et modernes. S. Mabre-Cramoisy, Paris 1672 (Digitalisat)